# STS–71
Az STS–71 jelű küldetés az amerikai űrrepülőgép-program 69., a Atlantis űrrepülőgép 14. repülése. Az Amerikai Egyesült Államok 100. emberes űrrepülése volt.

## Jellemzői
Az űrrepülőgép legfőbb programja indítás után közvetlenül a Mir űrállomásra való érkezés. Az orosz technológia, a Szojuz űrhajókkal nagyon nehezen állt át a közvetlen érkezés módszerére (eredetileg előbb Föld körüli pályára állt, majd a főmotor újraindítását követően emelkedett a Mir űrállomás magasságába).

### Első nap
1995. június 27-én a szilárd hajtóanyagú gyorsítórakéták, Solid Rocket Booster (SRB) segítségével Floridából, a Cape Canaveral (KSC) Kennedy Űrközpontból, a LC39–A (LC–Launch Complex) jelű indítóállványról emelkedett a magasba. Az orbitális pályája 88,9 perces, 51,6 fokos hajlásszögű, elliptikus pálya perigeuma 342 kilométer, az apogeuma 342 kilométer volt. Felszálló tömeg indításkor 118 000 kilogramm, leszálló tömeg 97 386 kilogramm. Szállított hasznos teher 12 191 kilogramm.
A 3. küldetés a Shuttle–Mir program keretében, az első sikeresen elvégezett  dokkolás. A dokkolási művelet egy órát vett igénybe, mivel a Krisztall modult előbb át kellett helyezni egy másik dokkolószerkezetre. A küldetés során első alkalommal kettő, csere orosz űrhajóst szállítottak hosszú távú szolgálatra. Logisztikai utánpótlás szállítására került sor (élelmiszer, víz, kutatási eszközök, műszerek). Visszafelé a leváltott kettő orosz és a programját befejező amerikai űrhajóst, valamint jelentős mennyiségű hulladékot szállították. Felfelé hét űrhajós, lefelé nyolc űrhajós volt a legénység tagja. Az STS–61–A űrrepülése után a második legtöbb (8) űrhajós tartózkodott a fedélzeten. Lefelé a három űrhajós fekve végezte a leszállási műveletet. Az öt napos program során az űrhajózási történelem legnagyobb űrhajója dokkolt az űrállomáshoz. Az Atlantisz és a Mir teljes tömege mintegy 225 tonna volt. A szétválást követően az Atlantisz filmfelvétel készítésére körberepülte a Mir űrállomást.

## Hasznos teher
1. A szállított Spacelabban (mikrogravitációs laboratóriumban) első alkalommal közösen végeztek 15 különböző vizsgálatot (orvosbiológiai: szív- és érrendszeri, tüdő funkció, emberi anyagcsere, neurológia, higiénia, sugárzás, viselkedési teljesítmény), kutatást, anyag előállítást. Az amerikai orvosok első alkalommal kaptak kutatási anyagot a hosszabb ideje (három hónap) szolgálatot teljesítő űrhajósoktól.
2. Shuttle Amateur Radio Experiment (SAREX-II) – rádióamatőr kapcsolat végzése több iskolával.
3. IMAX kamera – a teljes programot filmre vették (tanulmányozás, dokumentumfilm készítése)

### Kilencedik nap
1995. július 7-én a Kennedy Űrközpontban (KSC), kiinduló bázisán szállt le. Összesen 9 napot, 19 órát, 23 percet töltött a világűrben. 6 600 000 kilométert repült, 153 alkalommal kerülte meg a Földet.

## Személyzet
(zárójelben a repülések száma az STS–71 küldetéssel együtt)
- Robert Lee Gibson (5), parancsnok
- Charles Joseph Precourt (2), pilóta
- Ellen Louise Shulman Baker (3), küldetésfelelős
- Gregory Jordan Harbaugh (3), küldetésfelelős
- Bonnie Jeanne Dunbar (4), küldetésfelelős
- Anatolij Jakovlevics Szolovjov (4), küldetésfelelős/Mir parancsnok
- Nyikolaj Mihajlovics Budarin (1), küldetésfelelős/Mir fedélzeti mérnök

### Tartalék személyzet
- Jurij Ivanovics Onufrijenko (2), küldetésfelelős
- Alekszandr Fjodorovics Polescsuk (1), küldetésfelelős

### Visszatérő személyzet
- Robert L. Gibson (5), parancsnok
- Charles J. Precourt (2), pilóta
- Ellen S. Baker (3), küldetésfelelős
- Gregory J. Harbaugh (3), küldetésfelelős
- Bonnie J. Dunbar (4), küldetésfelelős
- Gennagyij Mihajlovics Sztrekalov (5), Mir fedélzeti mérnök
- Vlagyimir Nyikolajevics Gyezsurov (1),  Mir küldetésfelelős
- Norman Earl Thagard (5), Mir fedélzeti mérnök